# Wargacz szary
Wargacz szary (Symphodus cinereus) – gatunek ryby z rodziny wargaczowatych (Labridae).

## Występowanie
Występuje w północnym Atlantyku od Zatoki Biskajskiej do Gibraltaru, Morze Śródziemne.
Ryba żyjąca w płytkich zatokach i lagunach, na łąkach trawy morskiej, na głębokości do 20 m.

## Opis
Dorasta maksymalnie do 16 cm. Ciało owalne, wydłużone o długiej głowie i spiczastym pysku. Otwór gębowy mały z mięsistymi wargami. Szczęki wysuwalne. Uzębienie:  w górnej szczęce 20-28, w żuchwie 28 zębów. Dolne kości gardłowe zrośnięte w silne płytki żujące. Łuski duże, koliste, wzdłuż  linii bocznej od 31 do 35. Płetwa grzbietowe długa, niepodzielona podparta 12–15 twardymi i 9-11 miękkimi promieniami. Płetwa odbytowa podparta 3 twardymi i 8–10 miękkimi promieniami.
Ubarwienie przeważnie piaskowoszare, czasami popielatoszare, żółtawe lub zielonkawe. Na spodzie podstawy płetwy ogonowej i na nasadzie pierwszego promienia płetwy grzbietowej po jednej czarnej plamie. Samce dojrzałe płciowo z niebieskozielono paskowanymi pokrywami skrzelowymi, czarną plamą powyżej płetwy piersiowej, niebiesko obrzeżonymi płetwami grzbietową i odbytową. Samice brązowoszare z dwiema podłużnymi smugami. 

## Odżywianie
Odżywia się drobnymi skorupiakami i mięczakami.

## Rozród
Tarło odbywa się od maja do czerwca. Samce budują na dnie piaszczystym gniazdo z fragmentów glonów, obsypuje piaskiem. Następnie broni złożonej ikry, a także doprowadza do gniazda świeżą wodę wachlowaniem płetw.